# Serge Jacquemard
Pour les articles homonymes, voir Jacquemard.
Serge Jacquemard, né le 22 février 1928 à Pennaroja, en Espagne, et mort le 20 septembre 2006 à Suresnes, dans les Hauts-de-Seine, est un écrivain français, auteur de roman policier et de roman d'espionnage.

## Biographie
Après des études dans divers établissements d'Europe et des États-Unis, il entre dans l'armée. « Parachutiste, il est blessé et devient officier dans les bataillons d'Afrique. » Il est ensuite secrétaire pour le compte d'une avocate et, ses fonctions l'amènent à voyager aux quatre coins de la planète.
Il commence à écrire au début des années 1970. Auteur prolifique, il est l'un des piliers des éditions du Fleuve noir publiant tant dans la collection Spécial Police que dans la collection Espionnage.
En 1981, il crée la série Flics de choc qui comprend quarante-trois titres. En 1987, il prend la suite de Jean Libert pour continuer jusqu'en 1996 la série Francis Coplan signée Paul Kenny.
Depuis 2013 l'œuvre de Serge Jacquemard est gérée en exclusivité par French Pulp éditions qui ont déjà réédité une dizaine de romans.

## Œuvre

### Romans signés Serge Jacquemard

#### Dans la collection Spécial Police du Fleuve noir
- Plus diabolique sera le piège, no 1123 (1974)
- Que votre mort arrive, no 1173 (1975)
- Trop de sang pour un sans-cœur, no 1230 (1976)
- Safari, sang et sexe, no 1243 (1976)
- La mort... et toi toute seule, no 1254 (1976)  (ISBN 2-265-00013-2)
- Mariages blancs et Garces jaunes, no 1263 (1976)  (ISBN 2-265-00067-1)
- T'auras pas le temps de prier, no 1282 (1976)  (ISBN 2-265-00133-3)
- Carnage pour un dieu du ring, no 1297 (1976)  (ISBN 2-265-00193-7)
- Comme un essaim de tueurs, no 1298 (1976)  (ISBN 2-265-00214-3)
- Hurle avant de mourir !, no 1314 (1977)  (ISBN 2-265-00268-2)
- Suis-je coupable si je tue ?, no 1326 (1977)  (ISBN 2-265-00340-9)
- Guêpier mortel à Haïti, no 1341 (1977)  (ISBN 2-265-00388-3)
- Traquenard sur mesure, no 1353 (1977)  (ISBN 2-265-00419-7)
- Exécutions sans sursis, no 1371 (1977)  (ISBN 2-265-00501-0)
- À votre mortel souvenir, no 1396 (1978)  (ISBN 2-265-00614-9)
- Elles sont coupables, pas moi, no 1408 (1978)  (ISBN 2-265-00649-1)
- Tourisme tous crimes, no 1427 (1978)  (ISBN 2-265-00736-6)
- Dernière Plaidoirie, maître !, no 1468 (1979)  (ISBN 2-265-00907-5)
- Puzzle pour une disparue, no 1480 (1979)  (ISBN 2-265-00968-7)
- Hallali pour bêtes humaines, no 1513 (1979)  (ISBN 2-265-01077-4)
- Qui a tué au feu rouge ?, no 1532 (1979)  (ISBN 2-265-01154-1)
- Tant qu'il y aura des pommes !, no 1561 (1980)  (ISBN 2-265-01269-6)
- T'auras pas froid dans ta tombe, no 1565 (1980)  (ISBN 2-265-01286-6)
- Mon pote le gisant, no 1575 (1980)  (ISBN 2-265-01314-5)
- Bye-bye, canailles !, no 1582 (1980)  (ISBN 2-265-01339-0)
- Chute d'as à Las Vegas, no 1616 (1981)  (ISBN 2-265-01516-4), réédition Édito-service, coll. « Les Classiques du crime » (1983)  (ISBN 2-8302-0810-2)
- La mort aussi est rétro, no 1636 (1981)  (ISBN 2-265-01597-0)
- Nevada-traquenard, no 2002 (1986)  (ISBN 2-265-03261-1)
- Ton univers impitoyable, no 2024 (1987)  (ISBN 2-265-03416-9)
- Les Mouchardes, no 2061 (1987)  (ISBN 2-265-03629-3)

#### Dans la collectionEspionnagedu Fleuve noir
- Hécatombe dans l'ombre, no 1365 (1977)  (ISBN 2-265-00461-8)
- Massacre pour un espion mort, no 1392 (1978)  (ISBN 2-265-00580-0)
- Machiavel s'est fait espion, no 11421 (1978)  (ISBN 2-265-006971-)
- Espion à en mourir, no 1453 (1978)  (ISBN 2-265-00836-2)
- Espions section sexe, no 1460 (1979)  (ISBN 2-265-00863-X)
- Les coyotes s'en chargeront, no 1488 (1979)  (ISBN 2-265-01048-0)
- Azimut 180 pour un espion, no 1511 (1980)  (ISBN 2-265-01169-X)
- Espions en marge, no 1521 (1980)  (ISBN 2-265-01231-9)
- La Théorie du cercle, no 1536 (1980)  (ISBN 2-265-01305-6), réédition Édito-service, coll. « Classiques de l'espionnage » (1980)  (ISBN 2-830-20402-6)
- Enrôlez-vous-y en Rhodésie, no 1566 (1981)  (ISBN 2-265-01508-3)
- Le Serpent et l'Héroïne, no 1573 (1980)  (ISBN 2-265-01537-7)
- Pasionaria et C.I.A., no 1589 (1981)  (ISBN 2-265-01640-3), réédition Édito-service, coll. « Classiques de l'espionnage » (1981)  (ISBN 2-830-20125-6)
- Le 54e otage, no 1619 (1981)  (ISBN 2-265-01802-3)
- La Gosse à l'écharpe rouge, no 1624 (1981)  (ISBN 2-265-01836-8)
- Sur les traces d'Eva, no 1665 (1982)  (ISBN 2-265-02036-2)
- Vous mourrez par millions, no 1667 (1982)  (ISBN 2-265-02059-1)
- Connaissez-vous Konievgrad ?, no 1673 (1982)  (ISBN 2-265-02081-8)
- Frappe chirurgicale, no 1695 (1983)  (ISBN 2-265-02174-1)
- Celle qui n'y croyait pas, no 1708 (1983)  (ISBN 2-265-02290-X)
- Quand tu seras à la Maison-Blanche, no 1726 (1983)  (ISBN 2-265-02381-7)
- À cause d'une embuscade, no 1740 (1983)  (ISBN 2-265-024651-)
- Les bourreaux ne pleurent jamais, no 1748 (1984)  (ISBN 2-265-02520-8)
- La trahison bat le tambour, no 1775 (1984)  (ISBN 2-265-02740-5)
- Krach-craque, no 1816 (1985)  (ISBN 2-265-02969-6)
- Se fanent-elles les roses rouges ?, no 1827 (1985)  (ISBN 2-265-03056-2)
- Entends-tu le vol noir des Cubains ?, no 1847 (1985)  (ISBN 2-265-03160-7)
- Sans attendre le carnage, no 1873 (1986)  (ISBN 2-265-03359-6)
- En souvenir d'un bordel S.S., no 1899 (1987)  (ISBN 2-265-03576-9)

#### Dans la collection Crime Story du Fleuve noir
- L'Affaire Pauline Dubuisson no 3 (1992)  (ISBN 2-265-04672-8)
- La Bande Bonny-Lafont no 10 (1992)  (ISBN 2-265-04673-6)
- Ted Bundy, le beau monstre no 15 (1993)  (ISBN 2-265-04841-0)

#### SérieFlics de chocau Fleuve noir
- Gang chinois sur Paris, no 1 (1980)  (ISBN 2-265-01584-9)
- R.N. 86, reine du viol, no 2 (1980)  (ISBN 2-265-01585-7), réédition Édito-service (1985)  (ISBN 2-8302-1396-3)
- Pièges pour fugueuses, no 3 (1981)  (ISBN 2-265-01735-3), réédition Édito-service (1985)  (ISBN 2-8302-1398-X)
- Jack-le scalpeur, no 4 (1981)  (ISBN 2-265-01739-6), réédition Édito-service (1985)  (ISBN 2-8302-1531-1)
- Du gaspi sur les cadavres, no 5 (1981)  (ISBN 2-265-01830-9), réédition Édito-service (1985)  (ISBN 2-8302-1532-X)
- La Marquise du sexe, no 6 (1982)  (ISBN 2-265-01910-0), réédition Édito-service (1985)  (ISBN 2-8302-1540-0)
- Ciné-porno, no 7 (1982)  (ISBN 2-265-01987-9), réédition Édito-service (1985)  (ISBN 2-8302-1541-9)
- Péché contre la chair, no 8 (1982)  (ISBN 2-265-02028-1), réédition Édito-service (1985)  (ISBN 2-8302-1545-1)
- Putes-connection, no 9 (1982)  (ISBN 2-265-02105-9), réédition Édito-service (1985)  (ISBN 2-8302-1546-X)
- Viols rituels, no 10 (1982)  (ISBN 2-265-02142-3), réédition Édito-service (1985)  (ISBN 2-8302-1549-4)
- Sexo-maniaque, no 11 (1983)  (ISBN 2-265-02244-6), réédition Édito-service (1985)  (ISBN 2-8302-1550-8)
- Objectif : Élysée, no 12 (1983)  (ISBN 2-265-02269-1), réédition Édito-service (1985)  (ISBN 2-8302-1381-5)
- Crimes tarif de nuit, no 13 (1983)  (ISBN 2-265-02271-3), réédition Édito-service (1985)  (ISBN 2-8302-1557-5)
- À tombeau ouvert à Buenos Aires, no 14 (1983)  (ISBN 2-265-02461-9), réédition Édito-service (1985)  (ISBN 2-8302-1388-2)
- Pour la peau d'un juge, no 15 (1983)  (ISBN 2-265-02495-3), réédition Édito-service (1985)  (ISBN 2-8302-1380-7)
- Massacre pour un cerveau, no 16 (1984)  (ISBN 2-265-02568-2), réédition Édito-service (1985)  (ISBN 2-8302-1558-3)
- K.O. pour un banco, no 17 (1984)  (ISBN 2-265-02631-X), réédition Édito-service (1985)  (ISBN 2-8302-1560-5)
- J'irai filmer sur ta tombe, no 18 (1984)  (ISBN 2-265-02732-4), réédition Édito-service (1985)  (ISBN 2-8302-1561-3)
- Bouche cousue pour des traîtres, no 19 (1984)  (ISBN 2-265-02748-0), réédition Édito-service (1985)  (ISBN 2-8302-1596-6)
- Les Trois Jours du grand fauve, no 20 (1984)  (ISBN 2-265-02844-4), réédition Édito-service (1985)  (ISBN 2-8302-1702-0)
- Pièges pour femmes fatales, no 21 (1984)  (ISBN 2-265-02903-3)
- Casse pas la baraque, Erotika, no 22 (1985)  (ISBN 2-265-02929-7)
- La Putain de ta race, no 23 (1985)  (ISBN 2-265-02984-X)
- Je viens vers vous le couteau à la main, no 24 (1985)  (ISBN 2-265-03048-1)
- Le diable n'oserait y poser le pied, no 25 (1985)  (ISBN 2-265-03099-6)
- Tu en vomiras tes tripes, no 26 (1985)  (ISBN 2-265-03157-7)
- Rocco et Paola avaient le droit de vivre, no 27 (1985)  (ISBN 2-265-03198-4)
- Tes yeux couleur cadavre, no 28 (1986)  (ISBN 2-265-03244-1)
- Casse-cash et crache, no 29 (1986)  (ISBN 2-265-03313-8)
- Furie sur le jury, no 30 (1986)  (ISBN 2-265-03352-9)
- En cachette de Scarlett, no 31 (1986)  (ISBN 2-265-03398-7)
- Tu valses entre les morts, no 32 (1986)  (ISBN 2-265-03452-5)
- Le Tueur aux serpents, no 33 (1986)  (ISBN 2-265-03492-4)
- L'assassin hait ces seins, no 34 (1987)  (ISBN 2-265-03543-2)
- On enlève bien les chevaux, no 35 (1987)  (ISBN 2-265-03618-8)
- Les Enfants du Kouando-Kosuto, no 36 (1987)  (ISBN 2-265-03663-3)
- César du meilleur tueur, no 37 (1987)  (ISBN 2-265-03709-5)
- Interdit de sang-mêlé, no 38 (1987)  (ISBN 2-265-03739-7)
- Vendetta-traquenards, no 39 (1988)  (ISBN 2-265-03772-9)
- La Galère pour Jennifer, no 40 (1988)  (ISBN 2-265-03808-3)
- Jungle pour michetonneuses, no 41 (1988)  (ISBN 2-265-03857-1)
- Les Saints du dernier jour, no 42 (1988)  (ISBN 2-265-03970-5)
- Les Boules à zéro, no 43 (1988)  (ISBN 2-265-04014-2)

#### Dans la collection Grand Succès du Fleuve noir
- Qu'allais -tu faire à Dallas ?, (1973), réédition coll. « Spécial Police » no 1661 (1981)  (ISBN 2-265-01674-8)
- La Maffia à Paris, (1973), réédition coll. « Spécial Police » no 1709 (1982)  (ISBN 2-265-01873-2)
- Pourquoi attendre le bourreau ?, (1974), réédition coll. « Spécial Police » no 1758 (1982)  (ISBN 2-265-02090-7)
- Tu sais, le sang sèche si vite..., (1975)
- Otages en danger de mort, (1976)  (ISBN 2-265-00039-6)
- Flaques rouge sang autour de la Maison Blanche, (1976)  (ISBN 2-265-00170-8)
- Requiem pour un Tsar du crime, (1977)  (ISBN 2-265-00254-2)
- À chaque pas un assassinat, (1977)  (ISBN 2-265-00379-4)
- Clouez leurs cercueils, (1977)  (ISBN 2-265-00515-0)
- Complot pour tuer Souvanoff, (1978)  (ISBN 2-265-00694-7)
- Dans le sable on nous enterrera, (1978)  (ISBN 2-265-00794-3)
- La Mort au poteau d'arrivée, (1978)  (ISBN 2-265-00881-8)
- Cible à Cuba pour un tueur, (1979)  (ISBN 2-265-00986-5)
- Paris, cimetière pour truands, (1979)  (ISBN 2-265-01120-7)
- Bistro sur crimes, (1980)  (ISBN 2-265-01279-3)
- Meurtres en spirales, (1980)  (ISBN 2-265-01417-6)

### Romans signés Henry Sergg
- Réseau Z, CIA contre KGB, Éditions Olivier Orban, coll. « Agents secrets » (1977)
- Bugsy Siegel, Éditions Olivier Orban (1978)  (ISBN 2-85565-062-3)
- Joinovici : l'empire souterrain du chiffonnier milliardaire, Fleuve noir, coll. « Le Carrousel » (1986)  (ISBN 2-265-03289-1)
- Paris-Gestapo, J. Grancher (1989), réédition Dualpha, coll. « Vérités pour l'histoire » (2002)  (ISBN 2-912476-73-9)
- Bugsy, Éditions Olivier Orban (1992)  (ISBN 2-85565-781-4), réédition France Loisirs (1992)  (ISBN 2-7242-6862-8)
- Petiot, le docteur diabolique, Dualpha, coll. « Vérités pour l'histoire » (2008)  (ISBN 978-2-35374-089-5)

## Filmographie

### Adaptation au cinéma
- 1983 : Flics de choc, film français réalisé par Jean-Pierre Desagnat, adaptation de Piège pour fugueuses

### Adaptation à la télévision
- 1984 : Flics de choc: Le dernier baroud, téléfilm français réalisé par Henri Helman, adaptation des personnages

## Sources
: document utilisé comme source pour la rédaction de cet article.
- Claude Mesplède (dir.), Dictionnaire des littératures policières, vol. 2 : J - Z, Nantes, Joseph K, coll. « Temps noir », 2007, 1086 p. (ISBN 978-2-910-68645-1, OCLC 315873361), p. 22.